# Nie zapomnisz nigdy (album Jerzego Połomskiego)
Nie zapomnisz nigdy – piąty longplay polskiego piosenkarza Jerzego Połomskiego, wydany w 1972 roku nakładem wydawnictwa muzycznego Polskie Nagrania „Muza”. Album zawiera 13 utworów wokalisty.
W 2001 roku wydano na płycie kompaktowej reedycję albumu, poszerzoną o utwór „Nic nie kończy się nagle”, napisany przez Jadwigę Urbanowicz do muzyki Leszka Bogdanowicza. Album ukazał się nakładem tej samej wytwórni płytowej.

## Lista utworów
Opracowano na podstawie materiału źródłowego.
Strona A
1. „Nie zapomnisz nigdy” (muz. Jacek Szczygieł, sł. Andrzej Jastrzębiec-Kozłowski)
2. „Przeżyć raz” (muz. N. Pilchowska, sł. Zbigniew Stawecki)
3. „Tylko ona jedna” (muz. Jacek Szczygieł, sł. Zbigniew Stawecki)
4. „Może po latach” (muz. Włodzimierz Kruszyński, Adam Skorupka, sł. Zbigniew Stawecki)
5. „Ostatni Ikar” (muz. Maciej Małecki, sł. Jonasz Kofta)
6. „Tak długo jak noc” (muz. Włodzimierz Korcz, sł. K. Gorzelski[a][2].)

Strona B
1. „Wszystko dla pań” (muz. Jerzy Andrzej Marek, sł. Jonasz Kofta, Adam Kreczmar)
2. „Szalone lata” (muz. Jerzy Derfel, sł. Wojciech Młynarski)
3. „Wróćmy jeszcze raz” (muz. Włodzimierz Kruszyński, Adam Skorupka, sł. Zbigniew Stawecki)
4. „Taką cię wymyśliłem” (muz. Jerzy Derfel, sł. Jonasz Kofta)
5. „A to wszystko dawno było” (muz. Panajot Bojadżijew, sł. Agnieszka Osiecka)
6. „Dziewczęta z Nowolipek złych” (muz. Leszek Bogdanowicz, sł. Jerzy Ficowski)
7. „Doszedłem tam” (muz. Włodzimierz Kruszyński, Adam Skorupka, sł. Kazimierz Cwynar)